# Paolo Montoya
Paolo Cesar Montoya Cantillo (nascido em 15 de junho de 1985) é um ciclista olímpico costa-riquenho. Representou sua nação nos Jogos Olímpicos de Verão de 2012, na prova de cross-country masculino.